# Bio Paulin
Bio Paulin Pierre (sinh ngày 15 tháng 4 năm 1984 ở Cameroon) là một cầu thủ bóng đá người Indonesia gốc Cameroon thi đấu ở vị trí hậu vệ cho Sriwijaya FC ở Liga 1 và Đội tuyển bóng đá quốc gia Indonesia. Anh ra mắt tại đội tuyển quốc gia trong trận giao hữu trước Myanmar.
Ngoài là một hậu vệ quan trọng, anh còn thường đóng góp những bàn thắng quan trọng cho Persipura Jayapura.

## Sự nghiệp quốc tế
Bio chính thức nhập tịch ngày 23 tháng 3 năm 2015 sau khi anh sinh sống và thi đấu hơn 9 năm ở Indonesia. Lần đầu anh được triệu tập bởi huấn luyện viện tạm quyền của Đội tuyển bóng đá quốc gia Indonesia Benny Dollo để thi đấu Giao hữu trước Myanmar ngày 30 tháng 3 năm 2015.
Anh có màn ra mắt cho Indonesia trong trận giao hữu trước Myanmar ngày 30 tháng 3 năm 2015.

## Danh hiệu
Persipura Jayapura
- Liga 1 (3): 2008–09, 2010–11, 2013
- Indonesia Soccer Championship A (1): 2016
- Indonesian Community Shield (1): 2009
- Indonesian Inter Island Cup (1): 2011